# Jacques de Croÿ

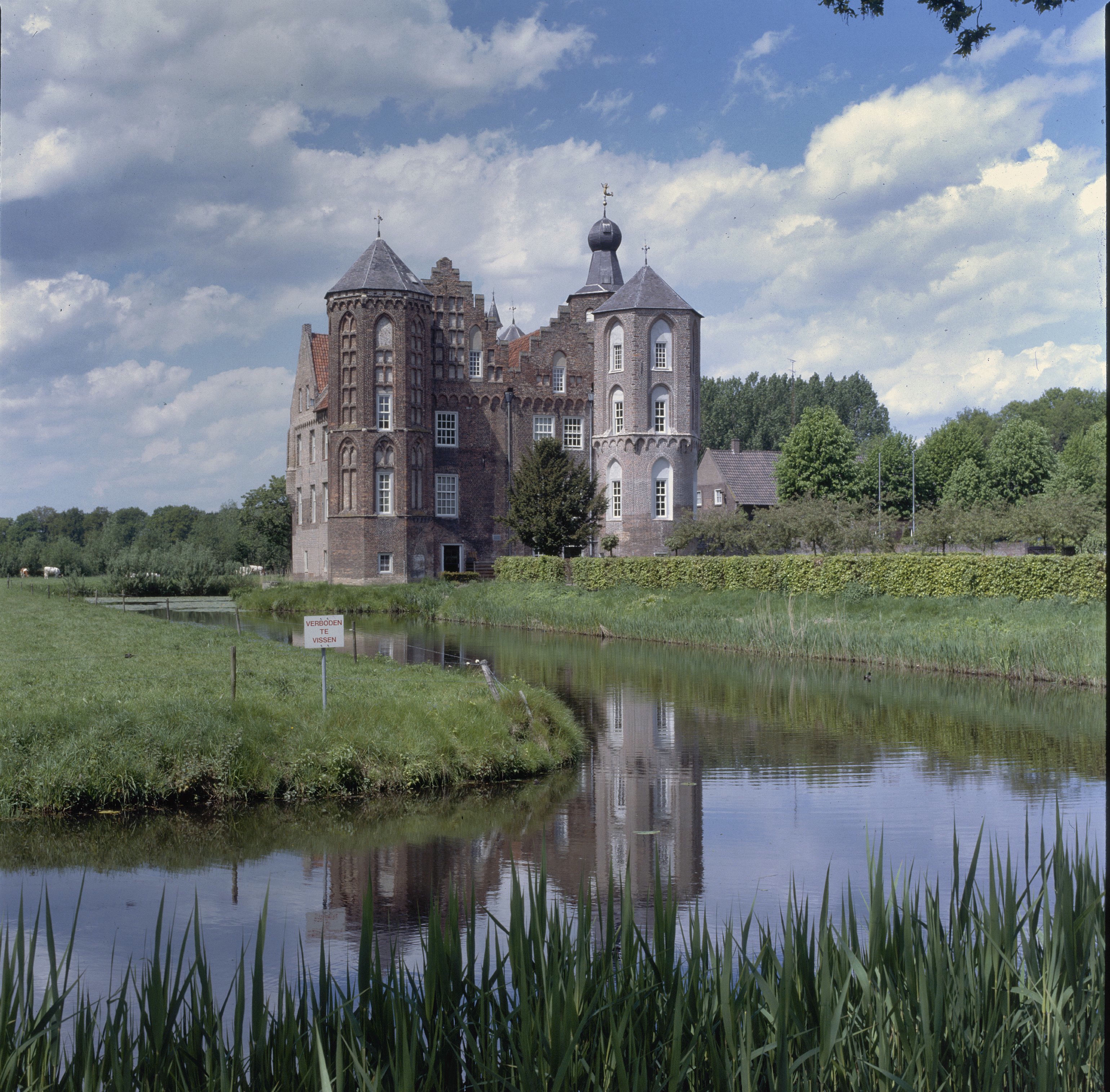
Das Schloss Croy geht auf Jacques de Croÿ zurück

Jacques de Croÿ OSB ab 1510 Herzog von Cambrai (* um 1436; † 15. August 1516 in Dilbeek) war ein Benediktinerpater, Kunstmäzen und Fürstbischof von Cambrai sowie zeitweise illegitimer Regent des Hochstifts Lüttich.

## Familiärer Hintergrund
Croÿ stammte aus dem einflussreichen, uradligen Geschlecht der Croÿ. Sein Vater war Jean II. de Croÿ (* 1403; † 1473), der erste Graf von Chimay, Generalkapitän in der Grafschaft Hennegau und einflussreiches Mitglied des Hofes der Burgunder. Ihm folgte sein Bruder Philippe I. de Croÿ nach. Sein Onkel Antoine I. de Croÿ (* um 1402; † 1475) war ein mächtiges Mitglied des burgundischen Hofes, er war Herr von Le Roeulx, Aerschot und Beaumont sowie auf den Burgen Montcornet und Porcéan. Unter seinen Neffen befindet sich unter anderen Charles I. de Croÿ (* 1455; † 11. September 1527), der erste Fürst von Chimay. Er diente den Habsburgern in den Niederlanden und war unter anderem Patenonkel und Mentor des Kaisers Karl V. Weitere Neffen waren Philippe II. de Croÿ (* 1496; † 1549), der erste Herzog von Aarschot, Herzog von Soria und Archi, sowie Guillaume III. de Croÿ (* 1498; † 1521), der Kardinal, Fürstbischof von Cambrai, apostolischer Administrator des Erzbistums Toledo und sein Nachfolger im Amt.

## Leben
Croÿ war für eine Laufbahn als Geistlicher vorgesehen. Als solcher hatte er diverse Stellungen an verschiedenen Kapiteln im heutigen Frankreich, Deutschland, Belgien sowie in den heutigen Niederlanden inne. Er wurde Kanoniker in Köln, Cambrai und Lüttich, dann Propst des Kapitels von Arras, von Bonn und von Maaseik sowie schließlich Prior des benediktinischen Priorats von Saint-Saulve. Er war zudem mit dem päpstlichen Titel eines apostolischen Protonotars ausgestattet.
Der weitere Aufstieg verlief trotz prominenter Fürsprecher nicht reibungslos. 1482 stellte sich Croÿ, nach dem Mord am Fürstbischof Ludwig von Bourbon durch den Grafen Wilhelm I. von der Mark, zur Wahl für das Amt des Fürstbischofs von Lüttich. Er wurde durch das Kapitel gewählt und übernahm die Leitung des Hochstift. Allerdings wurde er nicht von Papst Sixtus IV. bestätigt. An seiner Stelle sollte Johann IX. von Hoorn das Amt übernehmen. Dieser versprach ihm eine Pension für die Überlassung des Hochstifts. Ende des 15. Jahrhunderts gab es dazu allerdings abermals Streitigkeiten und Einflussnahmen durch Croÿ in Lüttich.
Nach dem Tod des Fürstbischofs von Cambrai Heinrich von Glymes und Berghes fand Croÿ, der die Unterstützung König Philipps des Schönen genoss, durch das Kapitel von Cambrai nicht die volle Unterstützung bei seiner Kandidatur um die Nachfolge. Er wurde dennoch zum 1. Februar 1503 mit Bestätigung von Papst Alexander VI. zum Bischof ernannt, jedoch erst nach diversen Protesten am 17. Mai 1506 zum Bischof geweiht.
Nachdem 1506 erneut das Amt des Fürstbischofs von Lüttich vakant war, stellte sich Croÿ abermals zur Wahl, wieder mit der Unterstützung Philipps des Schönen. Er unterlag dennoch ein zweites Mal und Erard de La Marck wurde neuer Fürstbischof. 1510 erfolgte dann durch Kaiser Maximilian die Ernennung zum Herzog. Er führte fortan den Titel Herzog von Cambrai.
Croÿ verstarb auf seinem Schloss in Dilbeek. Er besaß weitere Schlösser. Zumeist lebte er auf seinem Schloss bei Brüssel.

## Wirken
Croÿ soll neben seinem Wirken als Fürstbischof ein großzügiger Kunstmäzen gewesen sein. Insbesondere in seinem Wirkungskreis in Cambrai, aber auch auf seinen Schlössern, so auf seinem Schloss in Dilbeek sowie auf dem von ihm auch errichteten und in veränderter Form bis heute erhaltenen Schloss Croy bei Laarbeek förderte er die Kunst. Zudem pflegte er Kontakte zu humanistischen Kreisen, unter anderem zum Löwener Gelehrten Jean Desmarez.
Am 10. Dezember 1508 wurde unter Croÿ in Cambrai die Liga von Cambrai durch den Vertrag von Cambrai zwischen Ludwig XII. von Frankreich, Ferdinand II. von Aragón und Kaiser Maximilian gegen die Republik Venedig abgeschlossen.